# Johan van Oldenbarnevelt

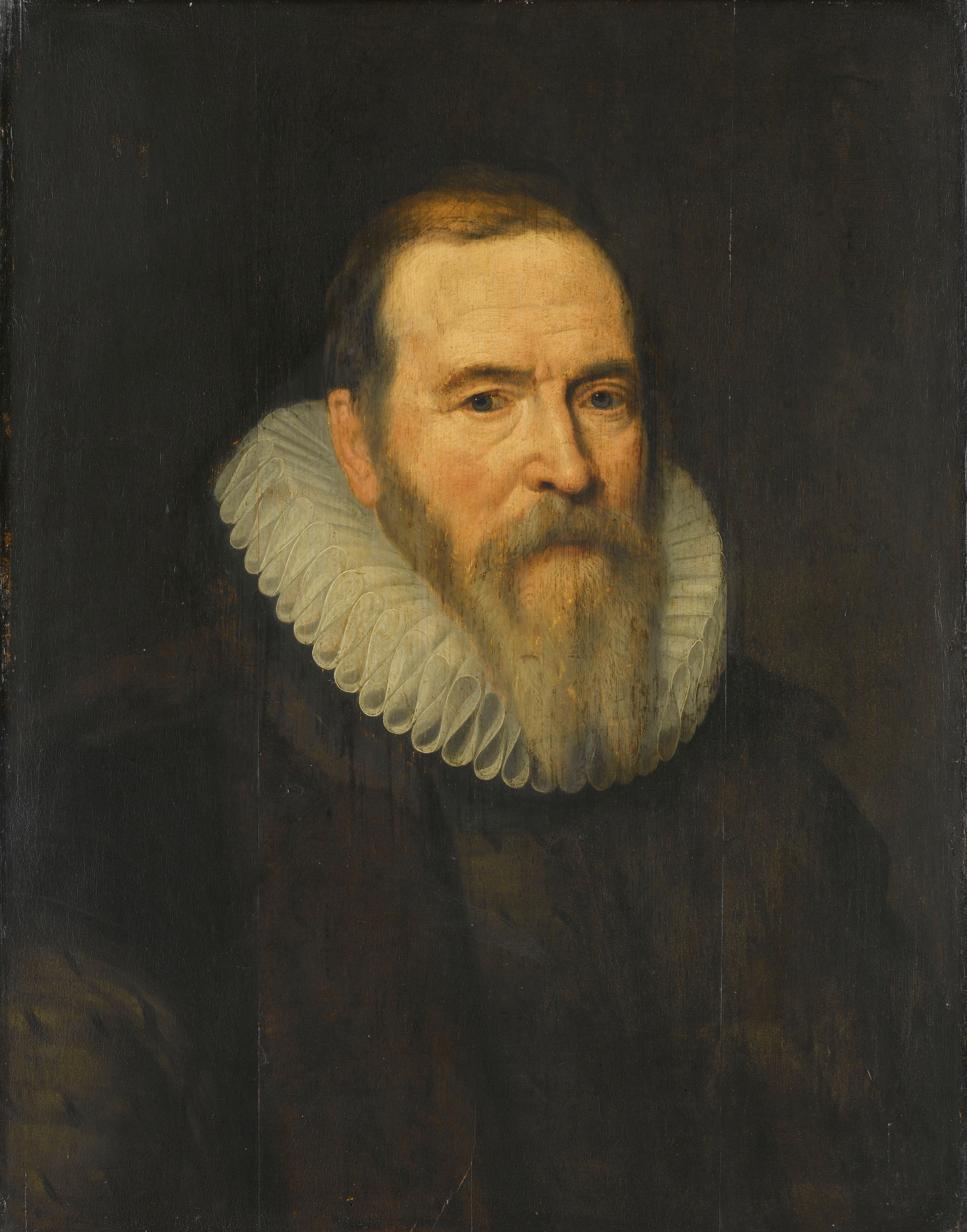
Johan van Oldenbarnevelt

Johan van Oldenbarnevelt (* 14. September 1547 in Amersfoort; † 13. Mai 1619 in Den Haag) war ein niederländischer Staatsmann und gilt als Begründer der Republik der Vereinigten Niederlande.

## Leben

### Herkunft und Beginn der politischen Laufbahn
Auch wenn er später immer wieder behauptete, einer adeligen Familie zu entstammen, war Oldenbarnevelt ein einfacher Bürger. In der kleinen Stadt Amersfoort bei Utrecht geboren, trat er 1568 zum Calvinismus über und studierte in Heidelberg, einer Hochburg dieser radikalprotestantischen Glaubensrichtung. Zurück in den Niederlanden, spezialisierte er sich als Anwalt auf Deichrecht. Die Niederlande rebellierten zu dieser Zeit gegen ihren katholischen Landesherrn, König Philipp II. von Spanien. Oldenbarnevelt schloss sich den Aufständischen an. Als sie 1574 die Deiche der belagerten Stadt Leiden zerstachen, um den Eingeschlossenen über das Wasser zu Hilfe kommen zu können, wurde Oldenbarnevelt mit der Beaufsichtigung dieses Unternehmens beauftragt. Er gewann das Vertrauen des Führers der Aufständischen, Prinz Wilhelm von Oranien. Er wurde in die Stände der Provinz Holland aufgenommen, die Staaten von Holland, und 1586 Landsadvokat, Rechtsberater der Staaten.

### Landsadvokat von Holland
Die Aufständischen befanden sich zu diesem Zeitpunkt in einer verzweifelten Lage: Zwei Jahre zuvor war ihr Führer Wilhelm von Oranien einem Mordanschlag zum Opfer gefallen. Die Spanier hatten alle südlichen Provinzen der Niederlande (die damals auch das heutige Belgien und Luxemburg sowie einen Teil Nordfrankreichs umfassten) zurückerobert, darunter auch den Regierungssitz Brüssel und die Handelsmetropole Antwerpen, die mit Abstand größte niederländische Stadt. Es schien nur noch eine Frage der Zeit, bis auch die zerstrittenen nördlichen Provinzen wieder den Spaniern zufallen würden.
Oldenbarnevelt gelang es jedoch, die englische Königin Elisabeth I. zum Eingreifen zu bewegen. Sie entsandte ein Expeditionskorps unter Führung ihres Favoriten, Robert Dudley, Graf von Leicester. Später gewann Oldenbarnevelt auch das Frankreich Heinrichs IV. – des berühmten Henri Quatre – als Verbündeten. Im Inneren stabilisierte er die Verhältnisse, indem er den aufständischen Provinzen einen Machtschwerpunkt gab: die Staaten von Holland, die Regierung der bevölkerungsreichsten und wohlhabendsten Provinz. Die Funktion des Landsadvokaten erschien  zunächst nicht besonders wichtig, doch nach und nach baute Oldenbarnevelt dieses Amt immer weiter aus. Schließlich liefen bei ihm alle Fäden zusammen. Mit einem heutigen Begriff könnte man ihn deshalb als den Regierungschef der Niederlande bezeichnen.

### Aufstieg zum Politiker von europäischem Format
In den 1590er Jahren führte Spanien nicht nur Krieg gegen die Niederländer, sondern auch noch gegen Engländer und Franzosen. Dies bewirkte eine Überspannung seiner Kräfte. Die nun entstehende Republik der Vereinigten Niederlande nutzte dies, indem sie eine Reihe wichtiger Städte und Regionen zurückeroberte. Diese Militäroperationen wurden von dem jungen Statthalter Moritz von Oranien, einem Sohn Prinz Wilhelms, geleitet. Seine große Armee konnte nur finanziert werden, weil die Niederlande einen enormen Wirtschaftsaufschwung erlebten, vor allem dank der etwa 150 000 calvinistischen Flüchtlinge, die aus dem spanisch beherrschten Süden des Landes in den Norden ausgewandert waren. Oldenbarnevelt befeuerte diesen Aufschwung, indem er zum Beispiel die Trockenlegung von Seen und Küstengewässern unterstützte, Expeditionen wie die Suche des Willem Barents nach einem nordöstlichen Seeweg nach Asien förderte oder 1602 den Zusammenschluss konkurrierender Handelsgesellschaften zur Vereinigten Ostindischen Compagnie (VOC) durchsetzte, der ersten Aktiengesellschaft der Geschichte.

### Der Waffenstillstand mit Spanien
Dennoch war der Krieg gegen Spanien so kostspielig, dass Oldenbarnevelt schließlich die Aufnahme von Friedensverhandlungen einleitete. Dies entfremdete ihn einem Teil der Bevölkerung, vor allem den aus Flandern und Brabant geflohenen Calvinisten, die dies als Verrat betrachteten. Auch Moritz von Oranien war dagegen. Auf einen Frieden konnte man sich letztlich nicht einigen, unter anderem, weil die Spanier völlige Glaubensfreiheit für die Katholiken und ein Ende des niederländischen Handels mit Ostindien verlangten. Es kam jedoch zu einem Kompromiss: 1609 schlossen die beiden Länder einen zwölfjährigen Waffenstillstand. Der niederländische Handel expandierte danach noch weiter, da er nicht mehr unter Freibeutern aus den spanischen Niederlanden zu leiden hatte; außerdem kamen Spanien und Portugal als neue Märkte hinzu. Viele Großkaufleute aus Hafenstädten wie Amsterdam und Middelburg verübelten es Oldenbarnevelt jedoch, dass er sich gegenüber den Spaniern verpflichtet hatte, während des Waffenstillstands keine Westindische Compagnie zu gründen. Der Handel mit Südamerika blieb dadurch den Spaniern und Portugiesen vorbehalten.

### Religiöse Spannungen
Sobald die äußere Bedrohung wegfiel, traten die religiösen Spannungen in den Niederlanden offen zutage. Unter den Calvinisten war ein Richtungsstreit ausgebrochen zwischen dem gemäßigten Jacobus Arminius und dem orthodoxen Franciscus Gomarus. Nachdem die Anhänger des Arminius ihr Bekenntnis in einer Remonstranz zusammengefasst hatten, wurden sie Remonstranten genannt, ihre Gegner, die Anhänger der strengen Lehre, Contraremonstranten. Oldenbarnevelt bezog in diesem Glaubensstreit nicht Partei. Er lehnte jedoch die Forderung der Contraremonstranten ab, eine nationale Synode einzuberufen, um die Auffassungen der zahlenmäßig weit unterlegenen Remonstranten als Irrlehre abstempeln zu lassen. Eine solche gesamtniederländische Synode betrachtete er als Verletzung der Souveränität der Provinz Holland. Beide Strömungen sollten nach Oldenbarnevelts Auffassung nebeneinander existieren.

### Machtkampf mit Moritz von Oranien
Der Konflikt eskalierte jedoch, es kam zu regelrechten Straßenschlachten. Aus taktischen Erwägungen bezog Prinz Moritz 1617 offen Position für die Contraremonstranten. Er war an Glaubensfragen eigentlich nicht interessiert, jedoch fest davon überzeugt, dass Oldenbarnevelt das Land in einen Bürgerkrieg führte. Dieser Eindruck schien sich zu bestätigen, als die Staaten von Holland keine zwei Wochen später eine „Scharfe Resolution“ verabschiedeten, die es den Stadträten erlaubte, Söldner zum Schutz der öffentlichen Ordnung anzuwerben. Als Oberbefehlshaber der Armee betrachtete Moritz dies als Hochverrat. Im darauffolgenden Jahr rückte er mit seinen Streitkräften aus und löste die neu angeworbenen Truppen auf. Damit hatte Oldenbarnevelt den Machtkampf mit Moritz verloren.

### Festnahme, Prozess und Hinrichtung
Am Morgen des 29. August 1618 wurde Oldenbarnevelt beim Betreten der Regierungsgebäude in Den Haag festgenommen. Ebenso erging es seinen engsten Vertrauten wie dem berühmten Rechtsgelehrten Hugo Grotius, den Oldenbarnevelt als seinen Nachfolger ausersehen hatte. In einem klassischen Militärputsch setzte Moritz nun alle Anhänger Oldenbarnevelts ab und vergab die frei gewordenen Posten an seine eigenen Gefolgsleute. Oldenbarnevelt wurde vor ein Sondergericht gestellt, das sich zum großen Teil aus erbitterten Gegnern des gestürzten Politikers zusammensetzte. Am 12. Mai 1619 wurde ihm das Todesurteil überbracht, und am Morgen des darauffolgenden Tages wurde der 71-Jährige vor dem Rittersaal im Binnenhof enthauptet.

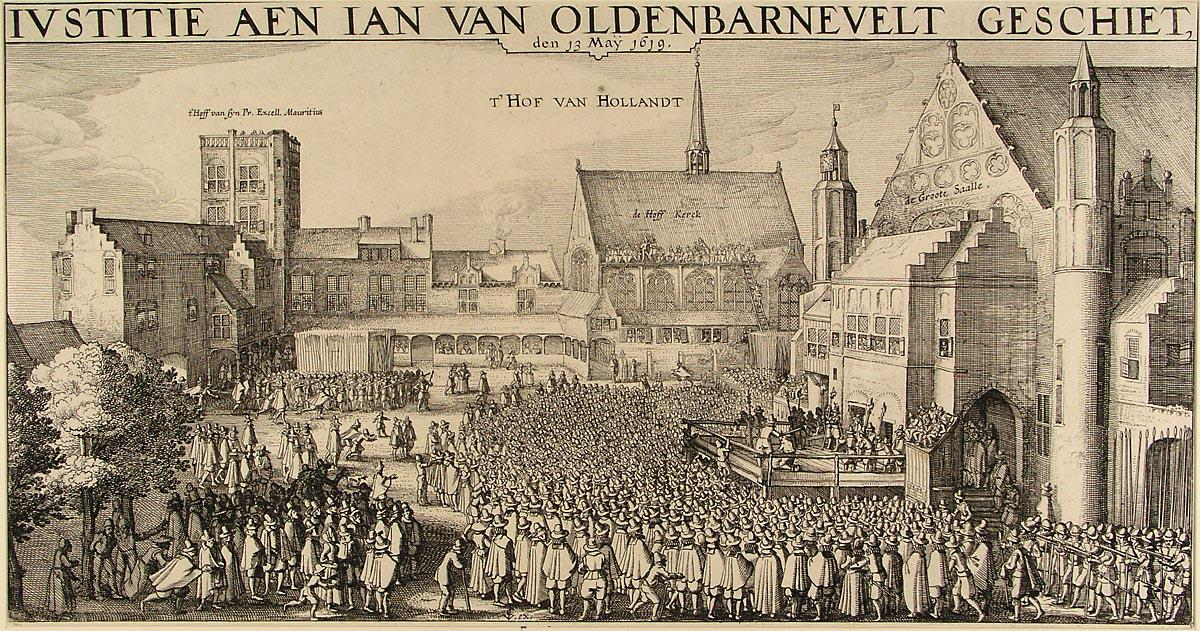
Die Enthauptung von Johan van Oldenbarnevelt im Binnenhof von Den Haag, 13. Mai 1619.

### Oldenbarnevelts Erbe
Eine in Dordrecht abgehaltene Nationalsynode verwarf erwartungsgemäß die Auffassungen der Remonstranten, die ihre Gottesdienste danach nur noch geheim abhalten konnten. Das Amt des Landsadvokaten wurde in Ratspensionär umbenannt, um die Erinnerung an Oldenbarnevelt auszulöschen. Die politischen Strukturen, die er geschaffen hatte, blieben jedoch bestehen. Zwar war die Position des Statthalters durch den Putsch erheblich gestärkt worden, doch nach dem Tod von Prinz Moritz im Jahr 1625 konnten die Staaten von Holland ihre zentrale Machtstellung allmählich zurückerobern, bis sie die Republik in der ersten statthalterlosen Periode (1650–1672) unter Führung von Ratspensionär Johan de Witt erneut dominierten.

## Sonstiges
Nach Johan van Oldenbarnevelt wurde ein 1930 in Dienst gestelltes Passagierschiff der Stoomvaart Maatschappij „Nederland“ benannt, das seit 1963 unter dem Namen Lakonia unter griechischer Flagge fuhr und im gleichen Jahr nach einem Brand sank.